# Harry Haerendel
Harry Haerendel (født i 1896 i Hamborg, død i 1991)[kilde mangler] var en tysk maler. Han studerede på kunstskoler i både Hamborg og Berlin.
Der er en udbredt myte om, at det snarere end at være en fisker, er et billede af den hollandske redningsmand Dorus Rijkers (en). Dette har dog vist sig at være falsk. I et interview sent i sit liv, i avisen Münsterländische Tageszeitung (de) den 18. september 1982, sagde Harry Haerendel, at portrættet er af en fisker, han mødte i Finkenwerder (en) havn.
Tryk af dette værk var meget populære i midten til slutningen af det 20. århundrede i Skandinavien og er blevet beskrevet som et bemærkelsesværdigt eksempel på kitschkunst..
1. 1 2  Harry Haerendel. "Alter Seebar (Fiskargubben)". worthpoint.com. Germany. Hentet 2021-05-23.
2. 1 2  "Vintage framed portrait art print of pipe-smoking fisherman, mid century wall art 1970's, Original by Harry Haerendel". vintageatthelinge.com. Hentet 2021-05-23.
3. 1 2  ""Alles" bestefar, men bare tre var modell". Skipsrevyen.no. Hentet 2021-05-23.
4. 1 2  ""Sveriges mest kända fiskargubbe hyllas på nationaldagen (published 5 June 2020)". Ssvt.se. Hentet 2021-05-23.
5. ↑  Hansen, Robert (oktober 7, 2018). "Maleriet "Fiskeren" har lurt folk i hele Nord-Europa i snart 100 år". NRK.{{cite web}}:  CS1-vedligeholdelse: Dato automatisk oversat (link)
6. ↑  ": An unexpected error has occurred". www.bohuslaningen.se. Arkiveret fra originalen 2020-06-22. Hentet 2021-09-15.
7. ↑  "Harry Haerendel - Biography". 427og6tjxdbqs6ypj33xuqnyzq-adv7ofecxzh2qqi-www-askart-com.translate.goog.
8. ↑  Hansen, Robert (oktober 7, 2018). "Maleriet "Fiskeren" har lurt folk i hele Nord-Europa i snart 100 år". NRK.{{cite web}}:  CS1-vedligeholdelse: Dato automatisk oversat (link)
9. ↑  ": An unexpected error has occurred". www.bohuslaningen.se. Arkiveret fra originalen 2020-06-22. Hentet 2021-09-15.
10. ↑  "Harry Haerendel - Biography". 427og6tjxdbqs6ypj33xuqnyzq-adv7ofecxzh2qqi-www-askart-com.translate.goog.